# Recta larga (topología)
En topología, la recta larga (o recta de Aleksándrov) es un espacio topológico que se obtiene tras ordenar, una tras otra, un conjunto no numerable de copias del intervalo unidad [0,1). 
El espacio resultante es un conocido contraejemplo en topología: se comporta localmente como la recta real, pero tiene diferentes propiedades en una escala global. Entre estas últimas destaquemos que no verifica el segundo axioma de numerabilidad.

## Definición
El rayo largo cerrado L se define como el producto cartesiano del primer ordinal no numerable ω1 con el intervalo semiabierto [0,1), equipado con la topología del orden que surge del orden lexicográfico en ω1 × [0, 1). El rayo largo abierto se obtiene del rayo largo cerrado extrayendo el punto (0,0), que es el elemento más pequeño.
La recta larga se obtiene juntando un rayo largo en cada dirección.
Más formalmente, si Lº denota el rayo largo abierto con orden <, se define Lº'  como el rayo largo abierto, con el orden invertido <' , es decir:

{\displaystyle \forall x,y\in L}°{\displaystyle ',x<'y\leftrightarrow y<x\in L}

Dada ésta definición, se define la recta larga como la concatenación de los órdenes Lº' con L, con la topología del orden. 
Intuitivamente el rayo largo cerrado es como la semirrecta real cerrada, excepto que es mucho más larga en una dirección: se dice que es larga en un extremo y cerrada en el otro. El rayo largo abierto es como la recta real, excepto que es mucho más larga en una dirección: se dice que es larga en una dirección, y corta (abierta) en la otra. La recta larga es más larga que la recta real en ambas direcciones.
Un espacio relacionado, el rayo largo extendido (cerrado), L*, se obtiene como la compactación de Aleksándrov de L, añadiendo un elemento adicional al extremo largo de L. Similarmente se puede definir la recta larga extendida añadiendo dos elementos a la recta, uno en cada extremo.

## Propiedades
El rayo largo cerrado L = ω1 × [0,1) consiste de una cantidad no numerable de copias de [0,1) 'pegadas una tras otra'. En oposición al hecho de que, para cualquier ordinal numerable α, al 'pegar' α copias de [0,1) se obtiene un espacio que aún es homeomorfo (y con orden isomorfo) a [0,1). Por otro lado, si α es un ordinal mayor que ω1, el resultado de 'pegar' α copias de [0,1) ya no es localmente homeomorfo a R.
Toda sucesión creciente en L converge a un límite en L; esto es una consecuencia de que (1) los elementos de ω1 son los ordinales numerables, (2) el supremo de toda familia contable de ordinales es un ordinal contable, y (3) toda sucesión creciente y acotada de números reales converge.
Debido a esto, no puede haber una función estrictamente creciente L→R.